# تي آر 35
تي آر 35 هي قائمة سنوية تنشرها مجلة رأي تكنولوجي التابعة لمعهد ماساتشوستس للتكنولوجيا، يتم فيها تسمية أعلى 35 مبتكر في العالم تحت سن ال 35.

## خلفية
الفئات الفرعية للحصول على الجوائز تتغير من سنة إلى أخرى، ولكن التركيز عموما على الطب الحيوي والحوسبة والاتصالات، والأعمال التجارية، والطاقة، والمواد، وشبكة الإنترنت. وترسل الترشيحات من جميع أنحاء العالم ويتم تقييمها من قبل لجنة من القضاة الخبراء. في بعض السنوات، يتم تسمية مبتكر السنة أو إنساني السنة أيضا من بين الفائزين.

الغرض من هذه الجائزة هو تكريم «الإنجازات التي تستعد أن يكون لها تأثير كبير على العالم كما نعرفه».

## تاريخ
وقد بدأت هذه الجائزة في عام 1999 كـ TR100، مع 100 فائز، ولكن تم التغيير إلى 35 فائزاً بدءاً بعام 2005. يتم تقديم الجوائز في مؤتمر Emtech السنوي للتكنولوجيات الناشئة، ويقام في الخريف في معهد ماساتشوستس للتكنولوجيا، حيث هناك حفل توزيع الجوائز وحفل الأستقبال. هناك عدة قوائم TR35 اقليمية تنتجها المجلة، مثل قائمة أعلى 35 مبتكر تحت سن ال 35 في الهند، إسبانيا، إيطاليا، وفرنسا. يعتبر الفائزين الاقليميين مرشحين للقائمة العالمية.